# Seznam hvězd v souhvězdí Kentaura
Toto je seznam významných hvězd v souhvězdí Kentaura (Centaurus). Hvězdy jsou seřazeny podle zdánlivé hvězdné velikosti.